# Зілово
Зілово (рос. Зилово) — станція Могочинського регіону Забайкальської залізниці Росії, розташована на дільниці Куенга — Бамівська між станціями Арчикой (відстань — 9 км) і Зудира (22 км). Відстань до ст. Куенга — 144 км, до ст. Бамівська — 605 км; до транзитного пункту Каримська — 376 км.